# OVO Grąbczewscy Architekci

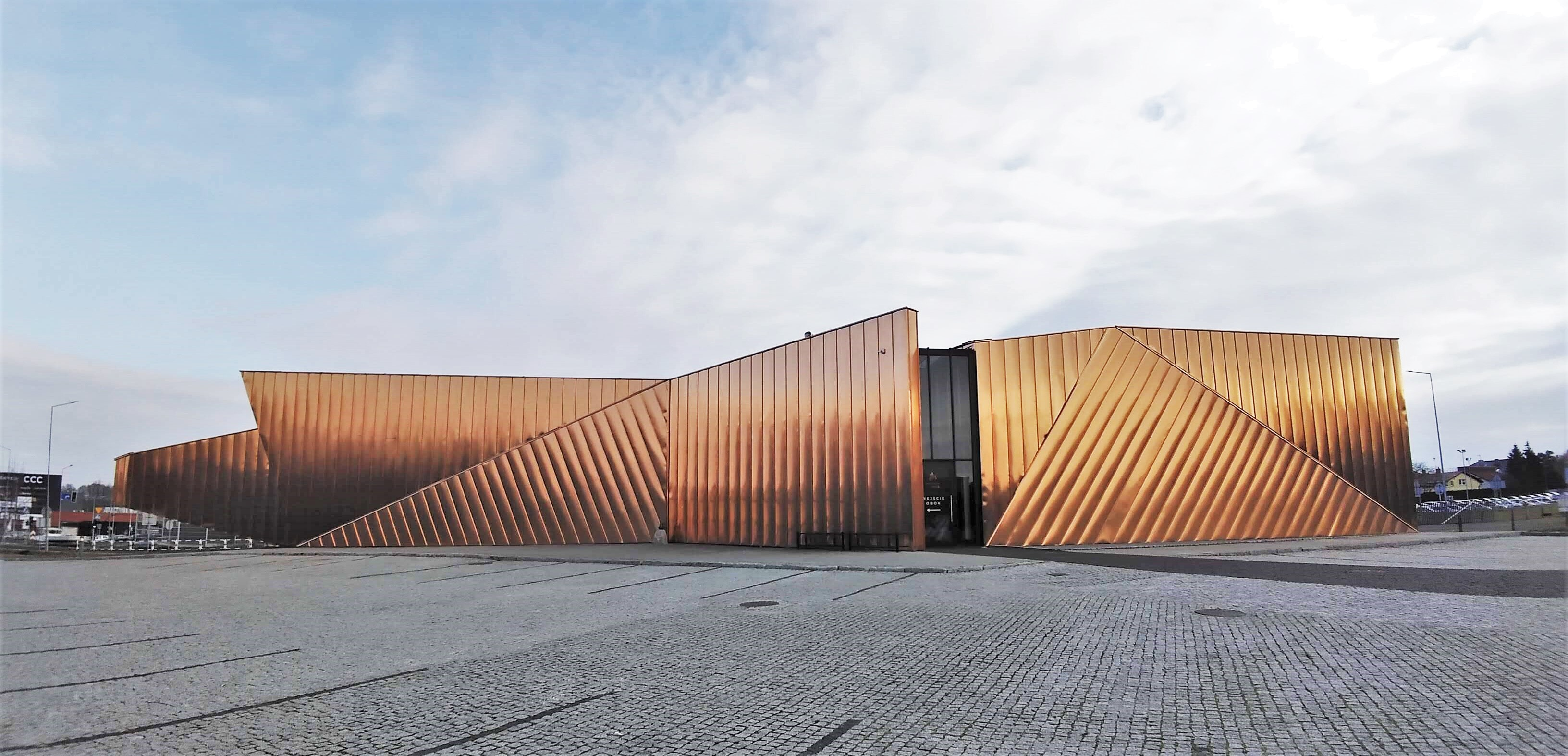
Музей вогню, Жори, 2014

OVO Grąbczewscy Architekci — польське архітектурне та дизайнерське бюро зі штаб-квартирою в м. Катовицях (Сілезьке воєводство), яке у 2002 році заснували архітектори Барбара й Оскар Громбчевські.
Займається містобудуванням, проєктуванням великомасштабних будівель і приватних будинків, дизайном інтер'єрів і меблів.
Має понад 30 архітектурних премій і нагород у міжнародних і національних конкурсах, включаючи премії SARP (2006) за найкращу будівлю в Польщі, Polishe Concrete Award (2006) за найкращу бетонну будівлю у Польщі, EUROPE 40 UNDER 40 2009 Award (2009) та ін.
Роботи бюро були представлені на виставках в Афінах, Амстердамі, Барселоні, Флоренції, Римі, Відні, Празі, Будапешті та Братиславі.
Основні проєкти
- Палеонтологічний павільйон, Красеюв, Польща. 2005—2009
- Центр здоров'я, Ґералтовиці, Польща. 2009—2010
- Спортивний центр «Oaza», Курник, Польща, 2009—2010
- Музей вогню, Жори, Польща. 2010—2014
- Адміністративний центр, Велька-Весь, Польща. 2012—2015 (будується)
- Центр здоров'я, Пшешовиці, Польща. 2014—2016 (будується)